# Мелані Саут
Мелані Саут (англ. Melanie South; нар. 3 травня 1986) — колишня британська тенісистка.
Найвищу одиночну позицію світового рейтингу — 99 місце досягла 2 лютого 2009, парну — 120 місце — 9 березня 2009 року.
Здобула 6 одиночних та 24 парні титули.
Найвищим досягненням на турнірах Великого шолома був чвертьфінал в змішаному парному розряді.
Завершила кар'єру 2013 року.

## Фінали ITF

### Одиночний розряд: 12 (6–6)
| Легенда          |
| ---------------- |
| турніри $100,000 |
| турніри $75,000  |
| турніри $50,000  |
| турніри $25,000  |
| турніри $10,000  |

| Фінали за покриттям |
| ------------------- |
| Тверде (6–4)        |
| Ґрунт (0–2)         |
| Трава (0–0)         |
| Килим (0–0)         |

| Результат | Ранг | Дата              | Турнір                                 | Покриття   | Суперниця         | Рахунок          |
| --------- | ---- | ----------------- | -------------------------------------- | ---------- | ----------------- | ---------------- |
| Перемога  | 1.   | 3 березня 2004    | ITF Мумбаї, Індія                      | Тверде     | Чень Яньчон       | 6–4, 6–4         |
| Поразка   | 2.   | 1 травня 2004     | ITF Борнмут, Велика Британія           | Ґрунт      | Елке Клейстерс    | 6–3, 1–6, 2–6    |
| Перемога  | 3.   | 10 квітня 2005    | ITF Бат, Велика Британія               | Тверде     | Енн Кеотавонг     | 6–4, 4–6, 6–4    |
| Поразка   | 4.   | 8 травня 2005     | ITF Единбург, Велика Британія          | Ґрунт      | Катерина Кожокіна | 4–6, 3–6         |
| Перемога  | 5.   | 29 січня 2006     | ITF Галл, Велика Британія              | Тверде (i) | Ірена Павлович    | 6–4, 6–1         |
| Перемога  | 6.   | 30 липня 2006     | ITF Ченду, КНР                         | Тверде     | Лу Цзінцзін       | 7–5, 7–6(5)      |
| Перемога  | 7.   | 23 березня 2008   | ITF Сорренто, Італія                   | Тверде     | Крістіна Вілер    | 7–5, 6–7(6), 6–4 |
| Поразка   | 8.   | 12 жовтня 2008    | ITF Траралґон, Австралія               | Тверде     | Ярміла Вулф       | 3–6, 6–3, 1–6    |
| Поразка   | 9.   | 19 жовтня 2008    | ITF Маунт-Гамбір, Австралія            | Тверде     | Наталі Грандін    | 6–7(2), 4–6      |
| Перемога  | 10.  | 26 жовтня 2008    | ITF Порт-Пірі, Австралія               | Тверде     | Сема Юріка        | 6–3, 6–4         |
| Поразка   | 11.  | 15 листопада 2008 | ITF Пуне, Індія                        | Тверде     | Лу Цзінцзін       | 3–6, 2–6         |
| Поразка   | 12.  | 25 жовтня 2009    | GB Pro-Series Glasgow, Велика Британія | Тверде     | Юганна Ларссон    | 1–6, 6–1, 3–6    |

### Парний розряд: 45 (24–21)
| Легенда          |
| ---------------- |
| турніри $100,000 |
| турніри $75,000  |
| турніри $50,000  |
| турніри $25,000  |
| турніри $10,000  |

| Фінали за покриттям |
| ------------------- |
| Тверде (18–17)      |
| Ґрунт (2–2)         |
| Трава (2–1)         |
| Килим (2–1)         |

| Результат | Ранг | Дата              | Турнір                                 | Покриття   | Партнерка             | Суперниці                             | Рахунок                |
| --------- | ---- | ----------------- | -------------------------------------- | ---------- | --------------------- | ------------------------------------- | ---------------------- |
| Перемога  | 1.   | 1 лютого 2004     | ITF Тіптон, Велика Британія            | Тверде     | Ребекка Льєвеллін     | Клаудія Янс-Ігначик Аліція Росольська | 2–6, 6–1, 6–4          |
| Поразка   | 2.   | 23 січня 2005     | ITF Тіптон, Велика Британія            | Тверде     | Кеті О'Браєн          | Суріна Де Беер Ребекка Льєвеллін      | 4–6, 2–6               |
| Поразка   | 3.   | 30 січня 2005     | ITF Галл, Велика Британія              | Тверде     | Кеті О'Браєн          | Ірена Буликіна Василіса Давидова      | 6–4, 3–6, [5–10]       |
| Перемога  | 4.   | 3 квітня 2005     | ITF Бат, Велика Британія               | Тверде     | Суріна Де Беер        | Катерина Кожокіна Труді Мусгрейв      | 6–2, 7–5               |
| Перемога  | 5.   | 1 травня 2005     | ITF Борнмут, Велика Британія           | Ґрунт      | Клер Петерзан         | Анна Говкінс Голлі Річардс            | 5–7, 6–4, 6–3          |
| Перемога  | 6.   | 8 травня 2005     | ITF Единбург, Велика Британія          | Ґрунт      | Ребекка Льєвеллін     | Леоні Мекел Бібіана Схофс             | 6–0, 3–6, 6–3          |
| Поразка   | 7.   | 5 лютого 2006     | ITF Джерсі, Велика Британія            | Тверде     | Кеті О'Браєн          | Андреа Сестіні Главачкова Матея Межак | 3–6, 1–6               |
| Перемога  | 8.   | 1 жовтня 2006     | ITF Ноттінгем, Велика Британія         | Тверде     | Карен Патерсон        | Кеті О'Браєн Маргіт Рюйтель           | 6–2, 2–6, 7–6(7–1)     |
| Перемога  | 9.   | 8 жовтня 2006     | Open Nantes, Франція                   | Тверде     | Ребекка Льєвеллін     | Сабіне Лісіцкі Ірена Павлович         | 6–2, 6–0               |
| Поразка   | 10.  | 16 лютого 2007    | ITF Стокгольм, Швеція                  | Тверде     | Сорана Кирстя         | Даниця Крстаїч Ольга Панова           | 2–6, 6–0, 2–6          |
| Поразка   | 11.  | 17 березня 2007   | ITF Гран-Канарія, Іспанія              | Тверде     | Клер Каррен           | Сорана Кирстя Меделіна Гожня          | 6–4, 6–7(5–7), 4–6     |
| Поразка   | 12.  | 30 березня 2007   | ITF Ла-Пальма, Іспанія                 | Тверде     | Аранча Парра Сантонха | Петра Цетковська Андреа Главачкова    | 3–6, 2–6               |
| Перемога  | 13.  | 8 червня 2007     | Сербітон Trophy, Велика Британія       | Трава      | Карен Патерсон        | Олена Балтача Наомі Кедевей           | 6–1, 6–4               |
| Перемога  | 14.  | 14 липня 2007     | ITF Філікстоу, Велика Британія         | Трава      | Карен Патерсон        | Джейд Кертіс Ребекка Льєвеллін        | 6–3, 6–3               |
| Перемога  | 15.  | 28 липня 2007     | ITF Ла-Корунья, Іспанія                | Тверде     | Марина Еракович       | Андреа Главачкова Юстіна Озга         | 6–1, 4–6, [10–4]       |
| Поразка   | 16.  | 7 жовтня 2007     | Open Nantes, Франція                   | Тверде     | Кароліне Мас          | Софія Арвідссон Юханна Ларссон        | 6–4, 5–7, [7–10]       |
| Перемога  | 17.  | 21 березня 2008   | ITF Сорренто, Італія                   | Тверде     | Монік Адамчак         | Чжан Кайчжень Хванг І-Хсюань          | 6–2, 6–4               |
| Поразка   | 18.  | 4 травня 2008     | ITF Ґіфу, Японія                       | Килим      | Нікол Тейссен         | Дате-Крумм Кіміко Нара Курумі         | 1–6, 7–6(10–8), [7–10] |
| Перемога  | 19.  | 11 травня 2008    | Fukuoka International, Японія          | Килим      | Нікол Тейссен         | Като Мая Джулія Моріарті              | 4–6, 6–3, [14–12]      |
| Поразка   | 20.  | 9 серпня 2008     | ITF Монтеррей, Мексика                 | Тверде     | Монік Адамчак         | Єлена Панджич Магдалена Рибарикова    | 6–4, 4–6, [8–10]       |
| Перемога  | 21.  | 29 листопада 2008 | ITF Toyota, Японія                     | Килим (i)  | Емма Лайне            | Кіміко Дате-Крумм Хань Сіньюнь        | 6–1, 7–5               |
| Перемога  | 22.  | 3 жовтня 2009     | ITF Гельсінкі, Фінляндія               | Тверде (i) | Емма Лайне            | Анна Сміт Юханна Ларссон              | 6–3, 6–3               |
| Перемога  | 23.  | 25 жовтня 2009    | GB Pro-Series Glasgow, Велика Британія | Тверде (i) | Емма Лайне            | Евеліна Майр Джулія Майр              | 6–3, 6–2               |
| Поразка   | 24.  | 22 березня 2010   | ITF Джерсі, Велика Британія            | Тверде (i) | Ярміла Ґайдошова      | Марет Ані Анна Сміт                   | 7–5, 6–4               |
| Поразка   | 25.  | 26 травня 2010    | ITF Ґіфу, Японія                       | Ґрунт      | Ксенія Ликіна         | Сема Еріка Йонемура Томоко            | 3–6, 6–2, 2–6          |
| Перемога  | 26.  | 14 серпня 2010    | ITF Таллінн, Естонія                   | Тверде     | Емма Лайне            | Лу Цзінцзін Сунь Шеннань              | 6–3, 6–4               |
| Поразка   | 27.  | 26 жовтня 2010    | ITF Порт-Пірі, Австралія               | Ґрунт      | Тедзука Ремі          | Бояна Бобушич Аленка Губачек          | 3–6, 2–6               |
| Перемога  | 28.  | 28 листопада 2010 | ITF Траралґон, Австралія               | Тверде     | Тімеа Бабош           | Ярміла Ґайдошова Джейд Гоппер         | 6–3, 6–2               |
| Перемога  | 29.  | 3 грудня 2010     | Bendigo International, Австралія       | Тверде     | Тімеа Бабош           | Ярміла Ґайдошова Джейд Гоппер         | 6–3, 6–2               |
| Перемога  | 30.  | 4 лютого 2011     | ITF Саттон, Велика Британія            | Тверде     | Емма Лайне            | Марта Домаховська Дарія Юрак          | 6–3, 5–7, [10–8]       |
| Поразка   | 31.  | 5 березня 2011    | ITF Гаммонд, США                       | Тверде     | Мервана Югич-Салкич   | Крістіна Фусано Джулія Дітті          | 3–6, 3–6               |
| Поразка   | 32.  | 16 липня 2011     | ITF Вокінг, Велика Британія            | Тверде     | Емма Лайне            | Жюлі Куен Ева Грдінова                | 1–6, 6–3, 4–6          |
| Поразка   | 33.  | 24 липня 2011     | ITF Рексем, Велика Британія            | Тверде     | Ленка Вєнерова        | Анна Фіцпатрік Джейд Віндлі           | 2–6, 6–4, 4–6          |
| Перемога  | 34.  | 4 лютого 2012     | Burnie International, Австралія        | Тверде     | Аріна Родіонова       | Стефані Бенгсон Тайра Келдервуд       | 6–2, 6–2               |
| Перемога  | 35.  | 17 лютого 2012    | ITF Сідней, Австралія                  | Тверде     | Аріна Родіонова       | Дуань Їнїн Хань Сіньюнь               | 3–6, 6–3, [10–8]       |
| Поразка   | 36.  | 19 березня 2012   | ITF Бат, Велика Британія               | Тверде (i) | Жюлі Куен             | Татьяна Марія Штефані Фогт            | 3–6, 6–3, 3–10         |
| Поразка   | 37.  | 14 травня 2012    | Kurume Cup, Японія                     | Трава      | Ксенія Ликіна         | Хань Сіюнь Сунь Шеннань               | 1–6, 0–6               |
| Перемога  | 38.  | 14 січня 2013     | ITF Глазго, Велика Британія            | Тверде (i) | Тара Мур              | Анна Сміт Франсеска Стівенсон         | 7–6(7–5), 6–3          |
| Поразка   | 39.  | 23 січня 2013     | ITF Престон, Велика Британія           | Тверде (i) | Тара Мур              | Саманта Мюррі Джейд Віндлі            | 3–6, 6–3, [5–10]       |
| Перемога  | 40.  | 4 лютого 2013     | ITF Ранчо-Міраж, США                   | Тверде     | Тара Мур              | Джан Абаза Луїза Чиріко               | 4–6, 6–2, [12–10]      |
| Поразка   | 41.  | 22 квітня 2013    | ITF Пхукет, Таїланд                    | Тверде (i) | Тара Мур              | Ніча Летпітаксінчай Пеангтарн Пліпич  | 3–6, 7–5, [9–11]       |
| Поразка   | 42.  | 22 липня 2013     | ITF Рексем, Велика Британія            | Тверде     | Анна Сміт             | Хісамі Канае Танака Марі              | 3–6, 6–7(2–7)          |
| Перемога  | 43.  | 29 липня 2013     | ITF Ноттінгем, Велика Британія         | Тверде     | Анна Сміт             | Данейка Бортвік Анна Фіцпатрік        | 6–4, 6–2               |
| Поразка   | 44.  | 26 серпня 2013    | ITF Анталія, Туреччина                 | Тверде     | Емма Лайне            | Андреа Бенітес Карла Форте            | 6–4, 3–6, [8–10]       |
| Перемога  | 45.  | 2 вересня 2013    | ITF Анталія, Туреччина                 | Тверде     | Емма Лайне            | Патчарін Чіпчандедж Танапорт Тонгсінг | 6–4, 6–3               |

## Досягнення
| W | Ф | ПФ | ЧФ | #Р | КТ | К# | DNQ | A | NH |

### Одиночний розряд
| Турнір                                 | 2002 | 2003 | 2004 | 2005 | 2006 | 2007 | 2008 | 2009 | 2010 | 2011 | 2012 | 2013 | Career W–L |
| -------------------------------------- | ---- | ---- | ---- | ---- | ---- | ---- | ---- | ---- | ---- | ---- | ---- | ---- | ---------- |
| Відкритий чемпіонат Австралії з тенісу |      |      |      |      |      | К1р  | К1р  | 1р   | К1р  |      |      |      | 0–1        |
| Відкритий чемпіонат Франції з тенісу   |      |      |      |      |      | К1р  | К1р  | 1р   |      |      |      |      | 0–1        |
| Вімблдонський турнір                   | К1р  |      | К1р  | К1р  | 2р   | 1р   | 1р   | 1р   | 1р   | К2р  | К1р  | К1р  | 1–5        |
| Відкритий чемпіонат США з тенісу       |      |      |      |      | К1р  | К1р  | К3р  | К2р  |      |      |      |      | 0–0        |
| Рейтинг на кінець року                 | 931  | 851  | 453  | 449  | 176  | 212  | 116  | 160  | 292  | 299  | 328  | 608  | N/A        |

### Парний розряд
| Турнір                                 | 2005 | 2006 | 2007 | 2008 | 2009 | 2010 | 2011 | 2012 | 2013 | В-п за кар'єру |
| -------------------------------------- | ---- | ---- | ---- | ---- | ---- | ---- | ---- | ---- | ---- | -------------- |
| Відкритий чемпіонат Австралії з тенісу |      |      |      |      |      |      |      |      |      | 0–0            |
| Відкритий чемпіонат Франції з тенісу   |      |      |      |      |      |      |      |      |      | 0–0            |
| Вімблдонський турнір                   | 1р   | 1р   | 1р   | 2р   | 2р   | 1р   | 1р   | 1р   | 1р   | 2–9            |
| Відкритий чемпіонат США з тенісу       |      |      |      |      |      |      |      |      |      | 0–0            |

### Мікст
| Турнір                                 | 2007 | 2008 | 2009 | 2010 | 2011 | 2012 | Career W–L |
| -------------------------------------- | ---- | ---- | ---- | ---- | ---- | ---- | ---------- |
| Відкритий чемпіонат Австралії з тенісу |      |      |      |      |      |      | 0–0        |
| Відкритий чемпіонат Франції з тенісу   |      |      |      |      |      |      | 0–0        |
| Вімблдонський турнір                   | ЧФ   | 1р   | 1р   |      | 2р   | 3р   | 6–5        |
| Відкритий чемпіонат США з тенісу       |      |      |      |      |      |      | 0–0        |

### Кубок Федерації
| Зона Європа/Африка I |                  |            |       |            |                           |                                   |                                 |                           |
| Дата                 | Місце проведення | Покриття   | Раунд | Суперниця  | Підсумковий рахунок матчу | Матч                              | Суперниці                       | Рахунок у своєму поєдинку |
| 30–31 січня 2008     | Будапешт         | Килим (i)  | RR    | Швейцарія  | 1–2                       | Парний розряд (з Оленою Балтачею) | Еммануель Гальярді/Патті Шнідер | 3–6, 3–6 (L)              |
| 30–31 січня 2008     | Будапешт         | Килим (i)  | RR    | Угорщина   | 1–2                       | Парний розряд (з Оленою Балтачею) | Arn/Агнеш Савай                 | 2–6, 2–6 (L)              |
| 4–6 лютого 2009      | Таллінн          | Тверде (i) | RR    | Угорщина   | 3–0                       | Парний розряд (з Сарою Бовелл)    | Каталін Мароші/Агнеш Савай      | 6–4, 6–3 (П)              |
| 4–6 лютого 2009      | Таллінн          | Тверде (i) | RR    | Люксембург | 3–0                       | Одиночний розряд                  | Фаб'єнн Тілл                    | 6–0, 6–2 (П)              |
| 4–6 лютого 2009      | Таллінн          | Тверде (i) | RR    | Люксембург | 3–0                       | Парний розряд (з Сарою Борвелл)   | Менді Мінелла/Thill             | w/o (П)                   |